# Hans Jørgen Boye
Hans Jørgen Boye (født 30. juni 1942 i Rudkøbing, Danmark) er en dansk tidligere roer.
Boye udgjorde, sammen med Peter Christiansen, den danske toer uden styrmand ved OL 1964 i Tokyo. Danskerne nåede helt frem til finalen i konkurrencen, hvor man sluttede på femtepladsen ud af seks både.
Boye og Christiansen vandt desuden en EM-guldmedalje i toer uden styrmand ved EM 1965 i Duisburg og en bronzemedalje i samme disciplin ved EM 1964 i Amsterdam.